# Dysphania thyriantina
Dysphania thyriantina är en fjärilsart som beskrevs av Arnold Pagenstecher 1900. Dysphania thyriantina ingår i släktet Dysphania och familjen mätare. Inga underarter finns listade i Catalogue of Life.